# N・A・T・S・U
『N・A・T・S・U』（ナツ）は、日本のロックバンドであるTUBEの10作目のオリジナル・アルバム。
1990年6月15日にCBS・ソニーから初回限定盤がリリースされ、同年6月21日に通常盤がリリースされた。前作『SUMMER CITY』（1989年）よりおよそ1年振りにリリースされた作品であり、1曲を除いて全作詞を前田亘輝、全作曲を春畑道哉が手掛けプロデュースは長戸大幸が担当している。
前作と同様にTUBEの過去作を踏襲した作風で制作が進められていた作品であるが、メンバーが選定したシングル候補曲に対してプロデューサーの長戸はオリジナリティが足りないと指摘、それを受けたメンバーが自暴自棄になって制作した「あー夏休み」が先行シングルとしてリリースされることになった。「あー夏休み」はTUBEの過去作のイメージを払拭する日本の夏を描いた楽曲であり、また本作以降TUBEの楽曲は作詞を前田、作曲を春畑がすべて担当することになった。
「あー夏休み」はオリコンシングルチャートにおいて最高位は第10位となったものの売り上げ枚数は23.6万枚と5作目のシングル「SUMMER DREAM」（1987年）以来で20万枚を超えるヒット曲になり、また本作はオリコンアルバムチャートにおいて最高位第2位で売り上げ枚数は40万枚を超えたため日本レコード協会からプラチナ認定を受けている。

## 背景
9枚目のアルバム『SUMMER CITY』（1989年）をリリースしたTUBEは、同作を受けたコンサートツアー「TUBE LIVE AROUND SPECIAL'89 SUMMER CARNIVAL」を同年8月5日の仙台パークタウンスポーツガーデン公演を皮切りに、8月27日の横浜スタジアム公演まで4都市全4公演を実施した。同ツアーは角野が復帰し4人での再スタートとなったツアーであり、ツアータイトルが示す通り誰もが楽しめる夏祭りをテーマとしていた。さらに冬期には「TUBE LIVE AROUND SPECIAL'89 SUMMER CARNIVAL ENCORE 冬でごめんね」と題したコンサートツアーを、12月12日の福島県文化センター公演から12月23日の神戸国際会館公演まで6都市全6公演を実施した。冬期の公演は同年が最後となり、前作制作時にオリジナル楽曲の制作には時間を掛ける必要があることを知ったメンバーは、意地で続けていた冬期の活動を行わない決定をした。デビュー以来「TUBE=夏」というイメージが固定化されており、納得できないメンバーは意地で冬期も活動を継続してきたものの、レコーディングとツアーの繰り返しで1年が経過するため時間が確保できず、より良い作品作りには時間を掛ける必要性が生じたことから冬期のツアー開催を見直さざるを得ない状態となった。これを受けて前田は「もう夏だけ、行けるところまで行ったろじゃないかい!」と宣言し、以後TUBEは夏期のみの活動にシフトすることになった。
ギター担当の春畑道哉は同時期にソロ・ライブ開催への欲求が高まっていたが、TUBEとして本作のレコーディングが1990年1月から開始される上に並行して4月からはホール・ツアー、夏には野外ライブ・ツアーの予定が組まれており、さらには秋から冬に掛けてソロ・アルバムのレコーディングも予定されていたことから実現が困難な状態であった。それにも拘わらずソロ・ライブ開催への欲求が収まらなかった春畑に対してスタッフ側が態度を軟化させ、時間的な問題で東名阪の3か所のみという条件付きでソロ・ライブが許可されることになった。ソロ・ライブは3月に開催されることになったが、その間レコーディングに不参加となることから事前に春畑の作業分を終了させる必要性が生じ、レコーディング開始が1989年12月の年末からに前倒しされた。他のメンバーにもしわ寄せが来る状態ではあったが、春畑のソロ・ライブに対する情熱を理解していたメンバーはこれを快諾した。3月29日には新宿の日清パワーステーションにおいて春畑の初のソロ・ライブが実施され、MCを苦手とする春畑はスピーカーにカンニングペーパーを張り付けたものの話し方がぎこちなく、それを会場奥で見守っていたメンバー3人は顔を覆う場面もあったという。また名古屋公演では最前列の観客がカンニングペーパーを見つけて剥がしてしまったため、MCの段階でそれに気づいた春畑はパニック状態に陥るなど様々なハプニングに見舞われたが、ソロ・ライブも終了し春畑はギタリストとしてのソロ活動をその後も継続していくことになった。

## 録音、制作
本作のレコーディングは1989年末から開始された。本作のレコーディングではそれまでにも増して4人が積極的な姿勢を見せるようになっており、かつては4人で打ち合わせを行っていたところを、メンバーそれぞれが自身の役割を理解して各自の判断で決定するように変化していった。前作まではボーカル担当の前田亘輝も作曲を行っていたが、この時期から曲作りは春畑に任せるようになり、サウンド面でのリーダーシップは春畑が握るようになっていた。また以前はメンバー4人が集結してからドラム・セッティングを始めてそれから音を決定していた流れも、この時期には松本が単独でドラム・セッティングを終了させた後で春畑からの要望に応える音を出せるようになっており、曲作りとサウンド作りをそれぞれが分担して効率良くレコーディング作業を行うことが可能になっていたという。
すべての作詞を担当することになっていた前田は困難に直面しており、物事を近い視点で見ることしかできないために詞の世界観が狭くなってしまい、過去作で作詞家の亜蘭知子が制作した「HA・DA・KAでいこう」や「夕方チャンス到来」のような歌詞が書けないことを前作『SUMMER CITY』制作時に痛感していた。亜蘭や作曲家の織田哲郎が築き上げた詞と曲の流れを前田と春畑が継承しつつもオリジナルの世界観を作らなければならない状況下で、誰とはなく「これまでにない曲調をやってみたいよねぇ」という提案が出され、メンバーは深く考えずに新しいアイデアを楽曲に組み込んでいくことになった。その結果、「ちょっと大人っぽい雰囲気」として「MADE IN SUMMER」が制作され、「BEAUTIFUL WORLD」ではウクレレを使用することになった。
レコーディングも終盤に差し掛かりシングル候補曲を決めなければならない時期になり、メンバーはこれまでの路線の延長線上にある「THE SURFIN' IN THE WIND」もしくは「N・A・T・S・U」のどちらかをシングル曲として想定していた。同時期にプロデューサーである長戸大幸がスタジオを訪れ、シングル候補曲について尋ねられたメンバーは前述の2曲を長戸に聴かせたところ、長戸から「いい曲だけど、これじゃ織田と亜蘭にはなかわないよ」と指摘を受けることになった。その後も制作曲を次々に聴かせるものの長戸は全く納得せず、「こんな曲じゃ人のを受け継いで影響されたものでしかないじゃない。そんなものをやるためにオリジナルにしたわけじゃないだろ」とメンバーに対して発言、苛立ちを覚えたメンバーであったが最後の曲として「90'S DOOR」を聴かせたところ「オマエら、まさかロック・バンドだと思ってるんじゃないんだろうな」と叱責される事態になった。「ただ単に流れるようなきれいなメロディーじゃなくて、もっとインパクトのある曲はないのか」と問いかけた長戸に対してメンバーは何も提示できず、長戸は傍らに置いてあったガット・ギターを弾きながら「こんなドマイナーの曲はどうだ」と春畑に提案した。
後日、長戸からの提案を受けて再度曲作りに取り組んだ前田と春畑であったが、ロックバンドであることを否定されたこともあり半ば自暴自棄になった状態で曲を制作することになった。完成した曲を聴いた前田と春畑はアルバムに合わないことやシングルとしてリリースすることを拒否する気持ちを確認したものの、とりあえずベース担当の角野秀行とドラムス担当の松本玲二にも聴かせて意見を仰ぐことに決め、同曲を聴いた角野と松本からも拒絶反応は出たが最終的にメンバーは長戸に判断を仰ぐことに決めた。メンバーの思いを他所に曲を聴いた長戸からは「これだよ、これ! いいじゃないか!」と太鼓判を押され、前田と春畑は猛反対したものの長戸の言い分も理解していたメンバーは同曲を渋々シングルとしてリリースすることを了承、本作に収録するための最後の曲として同曲のレコーディングが開始されることになった。楽器のレコーディングは終了し、前田は作詞に取り掛かるも難航する状態に陥っていたが、長戸から「やっぱり『ビューティフル・ワールド』とか、カッコ良すぎてオマエには似合わないよ。南の島でどうのこうのなんて前田には合わない」と言われ、一瞬憤慨したものの前田は長戸が何を求めているのかを理解し、自分というフィルターを通して作詞した結果同曲は「あー夏休み」というタイトルに決定された。

## 音楽性と歌詞
書籍『地球音楽ライブラリー チューブ 改訂版』では、本作からシングルカットされた「あー夏休み」がエポックメイキングな楽曲であったと指摘、1980年代に織田から受け継いだスタイリッシュなサウンドとは無縁な同曲について「過ぎ去りし昭和の時代の音楽史に刻まれたラテン歌謡の趣をたたえた」楽曲であり、歌謡ロックと揶揄されかねない楽曲であると主張した。同曲のリリースにはメンバー間でも侃々諤々の意見が取り交わされたことを紹介した上で、メンバーが出した答えは「どうせやるなら徹底的に」であり、同曲がシングルとしてヒットしたことでTUBEはミュージシャン仲間に評価される音楽作りではなく、リスナーが求める音楽作りこそが本道であるという次元に達したと同書では記している。また同書のアルバム紹介記事では、初めてメンバーがすべての楽曲の作詞および作曲を手掛けた前作『SUMMER CITY』からさらに踏み込んだ内容になっていると指摘した上で、全作詞を前田、全作曲を春畑、全編曲をTUBEとして担当していることについて「90年代という新時代の幕開けと共に、TUBEも新フォーメーションを確立した」と記している。本作ではTUBEを統括している前田の責任が重大でありながら「TUBEを愛する」という視点が変化していないと同書では主張し、「その大きな責任感と変わらぬ視点が本作を支えている」と記している。前田の責任感は包容力として「KEEP ON SAILIN」などの楽曲において表現され、また「変わらぬ視点」は流行に流されない楽曲作りに反映されているとも記している。
同書では前田の責任感に最も触発されたのが春畑であったと推測し、全作曲を担当することでアルバム全体を俯瞰するバランス感覚を持った視点、プロデューサー的な視点が必要になったと主張している。同書では例としてバラードを2曲収録するにしてもそれぞれが質感の異なるものでなければならないことや、あらゆる選択肢をどのような組み合わせにするかで苦悩したのではないかと推測した上で、その結果が「AUGUST MOON」や「KEEP ON SAILIN」に表れていると記している。編曲や演奏においても同様にプロデューサー的な感覚が必要であったと同書では指摘し、角野のベースと松本のドラムスに関してもそれまで以上にバランス感覚が重要視され、アイデアも過去作よりも多く要求された結果が「MADE IN SUMMER」における「ハイテンションなプレイ」や「BEAUTIFUL WORLD」における「リラックスした情景の作品化」を結実させるに至ったと主張している。また本作における成長はTUBEにとっては自然の流れであり、「自然にやるとはシンプルにやること」であるとした上で、その結果が「あー夏休み」「N・A・T・S・U」「CHANGE」などの楽曲タイトルにも表れており、ゲスト・ミュージシャンを最小限に絞り込んだ点からも「シンプル志向がうかがえる」と記し、「90年代のTUBEの原点がここにある」と総括している。本作について音楽ライターである藤井徹貫は、1980年代は織田などの先輩ミュージシャンのサポートによって活動していたTUBEが本格的に自立を果たした作品の第一弾であり、全収録曲が自作曲であることから「TUBE第二のデビューアルバム」であると主張した。さらに藤井は表題曲である「N・A・T・S・U」について「そういう背景を含みながら本曲を聴くと、若さよりも、みなぎっているのは自信に思える」と述べ、また本作以降TUBEが秋季から冬季の活動を控えて夏季のみの活動へとシフトし、シーズンオフにはソロ活動を行うようになったと述べている。

## リリース、チャート成績
本作は1990年6月15日にCBS・ソニーから初回限定盤としてオーストラリアの芸術家であるケン・ドーンがデザインを手掛けた「KEN DONE オリジナル・バンダナ」が付属したCDとしてリリースされ、同年6月21日に通常盤としてCDおよびCTの2形態でリリースされた。本作以降、19作目のアルバム『Blue Reef』（1999年）までのオリジナル・アルバムはすべて初回限定盤と通常盤の2形態でリリースされている。本作の帯に記載されたキャッチフレーズは「終わらないで! まだまだずっと、夏休み!!」であった。
先行シングルとして同年5月21日にリリースされた「あー夏休み」はJT「サムタイム・ライト」のコマーシャルソングとして使用され、収録曲である「THE SURFIN' IN THE WIND」がウィンドサーフィン大会である「サムタイム ワールドカップ'90」のイメージソングとして使用された。本作のジャケットおよびCDブックレットに記載された写真はオーストラリアのパースと日本の沖縄県で撮影されたものであり、ミュージック・ビデオ「N・A・T・S・U」においても両方の土地で撮影された映像が使用されている。
本作の初回限定盤はオリコンアルバムチャートにて最高位第2位の登場週数6回で売り上げ枚数は16.9万枚、通常盤は最高位第11位の登場週数17回で売り上げ枚数は15.8万枚となり、総合での売り上げ枚数は32.7万枚となった。本作は1992年11月21日にMD盤として、2003年7月2日にはCD盤として再リリースされている。

## ツアー
本作を受けたコンサートツアーは「TUBE LIVE AROUND BE NATURAL」と題して、本作リリース前となる1990年4月14日の昭島市民会館公演を皮切りに、同年7月15日の綾瀬市民会館公演まで47都市全50公演が行われた。約4か月に亘って行われたホール・ツアーであったが、ツアー中に風邪を患った前田は5月9日の岡山市民会館公演および5月10日の島根県民会館公演において声が出ない状態に陥った。初めてライブにおいて発熱と鼻水や声が出ないことに悩まされた前田は、一度東京に戻って喉に注射を打ったものの効果は出ず、客席から「頑張って!」という声が聞こえたことに関して、「歌ってるときにそれを言われるのがすごく一番イヤなんだよね。だって、お金払って見に来てもらって心配させるなんて。自分がイヤになっちゃう。考えさせられたよね。初めてだったよ、夜眠れなくなっちゃったの。明日がイヤだって思ったの。心の底からやりたくないわけ。ライヴとか仕事だとかを別にして、歌うっていうことが大好きだった人間が歌うことに初めて拒否反応を示した」と当時を振り返った上で述べており、「ヴォーカリストが歌えなければタダの人」だと自らを戒め、また代わりがいないことで改めてツアーの厳しさを知ることになったという。
その後に行われた野外ライブツアーは「Sometime Presents TUBE LIVE AROUND SPECIAL 嗚呼! 夏休み」と題して同年7月28日の浜田市営陸上競技場特設ステージ公演を皮切りに、9月1日の沖縄市民会館公演まで5都市全5公演が行われた。TUBEの過去のシングル曲は横文字のタイトルが多く南国のビーチを想起させる内容が多かったが、同年にリリースされた「あー夏休み」はそのイメージを払拭する内容であり、それまでのビーチやサマーという表現から浴衣や花火、葦簀などの日本の夏を想起させる言葉が使用され、TUBEによる新たな夏の風景が表現された1曲であった。野外ライブにおいても同曲の影響が発揮され、日本の夏を象徴するものがライブにおいても組み込まれていた。同ツアーでは開幕と同時に「ラジオ体操第1」（1951年）が流され、続けて「ラジオ体操第2」（1952年）が流されると会場から笑い声やさわめきが起きたもののほとんどの聴衆が素直に体操を行っていたという。この時、ステージ裏ではメンバーおよびサポートメンバーも一緒に体操を行っており、書籍『地球音楽ライブラリー チューブ 改訂版』では「ライヴの前にラジオ体操をするバンドなんてどこを探してもTUBEだけだろう。こんなユニークな発想はTUBEならではだ」と記している。「あー夏休み」の演奏時にはメンバー全員が浴衣姿で登場し、花火大会と同規模の打ち上げ花火が上げられ、客席からは「たまや」という掛け声が上がっていたことから、同書では「まさに日本の夏の光景がそこにはあった」と記されている。また、同ツアー8月19日の千葉マリンスタジアム公演の模様は、同年12月20日にリリースされたライブ・ビデオ『TUBE LIVE AROUND SPECIAL 嗚呼!! 夏休み』に収録されている。

## 収録曲
- CDブックレットに記載されたクレジットを参照[32]。

| 全作詞: 前田亘輝、全編曲: TUBE。 |                             |           |                    |      |
| #                                | タイトル                    | 作詞      | 作曲               | 時間 |
| 1.                               | 「THE SURFIN' IN THE WIND」 | 前田亘輝  | 春畑道哉           | 4:17 |
| 2.                               | 「90'S DOOR」               | 前田亘輝  | 春畑道哉           | 4:16 |
| 3.                               | 「FOREVER YOUNG」           | 前田亘輝  | 春畑道哉           | 3:23 |
| 4.                               | 「MADE IN SUMMER」          | 前田亘輝  | 春畑道哉           | 3:49 |
| 5.                               | 「あー夏休み」              | 前田亘輝  | 春畑道哉、前田亘輝 | 4:44 |
| 合計時間:                        | 合計時間:                   | 合計時間: | 20:29              |      |

| #         | タイトル            | 作詞      | 作曲     | 時間 |
| --------- | ------------------- | --------- | -------- | ---- |
| 6.        | 「BEAUTIFUL WORLD」 |           | 春畑道哉 | 4:08 |
| 7.        | 「AUGUST MOON」     |           | 春畑道哉 | 4:46 |
| 8.        | 「N・A・T・S・U」   |           | 春畑道哉 | 3:45 |
| 9.        | 「CHANGE」          |           | 春畑道哉 | 5:00 |
| 10.       | 「KEEP ON SAILIN'」 |           | 春畑道哉 | 5:37 |
| 合計時間: | 合計時間:           | 合計時間: | 23:16    |      |

## スタッフ・クレジット
- CDブックレットに記載されたクレジットを参照[33]。

### TUBE
- 前田亘輝
- 春畑道哉
- 角野秀行
- 松本玲二

### 参加ミュージシャン
- 斎藤ノブ
- 吉川忠英
- 小野塚“ビッグフェイス”晃 - サウンド・アドバイザー

### 録音スタッフ
- 長戸大幸 - プロデューサー
- 小松久 - ディレクター
- 相原雅之（ティーズスタジオ） - ミキシング・エンジニア、レコーディング・エンジニア
- スタジオバードマン・ミキシング・チーム - レコーディング・エンジニア
- 三橋真理 - アシスタント・エンジニア
- 蓬田尚紀 - アシスタント・エンジニア
- 笠井鉄平 - マスタリング・エンジニア

### 美術スタッフ
- 仁張明男 - クリエイティブ・ディレクター
- 鈴木克哉 - デザイン
- 杉山芳明 - 写真撮影
- 中村庸夫 - 写真撮影
- 安井いち子 - 衣装（スイヴィ・NOSHIME・ペリーエリス・オンワード樫山、リーバイス、パルヴィス、バスコ、Vans、ニコン、MR.B、ギャラモンド、みどりインターナショナル、NIKKI、CENTO OTTO、FOOLS PARADISE）
- 吉田和則 - ヘアー&メイク・アップ
- よしざわやすお - ロケーション・コーディネーター
- ロビン・イーストウッド - ロケーション・コーディネーター
- リサ・ロッキ - ロケーション・コーディネーター

### その他スタッフ
- カシオ計算機 - サンクス
- フェルナンデス - サンクス
- コルグ - サンクス
- モリダイラ楽器 - サンクス
- プロマーク（英語版） - サンクス
- R&D - サンクス
- スガナミ楽器 - サンクス
- システムクラフト - サンクス
- ヴァレー・アーツ - サンクス
- ヤマハ - サンクス
- 中島正雄 - スペシャル・サンクス
- 渡部良 - スペシャル・サンクス
- 伊藤一義 - スペシャル・サンクス
- 古川真一 - スペシャル・サンクス
- おおやまとしお (FUKUSUKE) - スペシャル・サンクス
- ケン・ドーン - スペシャル・サンクス
- 津田敏忠（ホワイトミュージック） - スペシャル・サンクス
- なかむらけん（ぐあんばーる） - スペシャル・サンクス
- 橋爪健康 - エグゼクティブ・プロデューサー
- 菅原潤一 - エグゼクティブ・プロデューサー

## チャート、認定
| チャート         | 最高順位 | 登場週数 | 売上数   | 備考       | 出典  |
| ---------------- | -------- | -------- | -------- | ---------- | ----- |
| 日本（オリコン） | 2位      | 6回      | 16.9万枚 | 初回限定盤 | [ 1 ] |
| 日本（オリコン） | 11位     | 17回     | 15.8万枚 | 通常盤     | [ 1 ] |

| 国/地域 | 認定組織         | 日付      | 認定     | 売上数   | 出典   |
| ------- | ---------------- | --------- | -------- | -------- | ------ |
| 日本    | 日本レコード協会 | 1990年7月 | ゴールド | 200,000+ | [ 34 ] |
| 日本    | 日本レコード協会 | 1991年7月 | プラチナ | 400,000+ | [ 2 ]  |

## リリース日一覧
| No. | リリース日     | レーベル                                     | 規格         | カタログ番号 | 備考                   | 出典                 |
| --- | -------------- | -------------------------------------------- | ------------ | ------------ | ---------------------- | -------------------- |
| 1   | 1990年6月15日  | CBS・ソニー                                  | CD           | CSCL-1155～6 | 初回限定盤             | [ 1 ] [ 35 ] [ 36 ]  |
| 2   | 1990年6月15日  | CBS・ソニー                                  | CD           | CSCL-1157    | 通常盤                 | [ 1 ] [ 37 ] [ 38 ]  |
| 3   | 1990年6月15日  | CBS・ソニー                                  | CT           | CSTL-1157    |                        | [ 1 ] [ 35 ]         |
| 4   | 1992年11月21日 | CBS・ソニー                                  | MD           | SRYL-7062    |                        | [ 35 ] [ 39 ]        |
| 5   | 2003年7月2日   | ソニー・ミュージックアソシエイテッドレコーズ | CD           | AICL-1459    |                        | [ 35 ] [ 38 ] [ 40 ] |
| 6   | 2012年11月7日  | ソニー・ミュージックレーベルズ               | AAC-LC       | -            | デジタル・ダウンロード | [ 41 ]               |
| 7   | 2012年11月7日  | ソニー・ミュージックレーベルズ               | ロスレスFLAC | -            | デジタル・ダウンロード | [ 42 ]               |